# Tool zum Entfernen von Metadaten
Ein Tool zum Entfernen von Metadaten ist eine Art von Datenschutzsoftware, die die Privatsphäre ihrer Benutzer schützt, indem sie potenziell datenschutzgefährdende Metadaten aus Dateien entfernt, bevor diese an andere weitergegeben werden, z. B. durch Versenden als E-Mail-Anhang oder durch Veröffentlichung im Internet.
Metadaten sind in vielen Dateitypen wie Dokumenten, Tabellenkalkulationen, Präsentationen, Bildern und Audiodateien zu finden. Sie können Informationen wie Details zu den Dateiautoren, Erstellungs- und Änderungsdaten der Datei, Speicherort (GPS), Änderungsverlauf des Dokuments, Miniaturbilder und Kommentare enthalten.
Da Metadaten in Autorenanwendungen (abhängig von der Anwendung und ihren Einstellungen) manchmal nicht eindeutig sichtbar sind, besteht die Gefahr, dass der Benutzer ihre Existenz und, falls die Datei geteilt wird, private oder vertrauliche Informationen nicht wahrnimmt oder vergisst, versehentlich freigelegt werden. Der Zweck von Tools zum Entfernen von Metadaten besteht darin, das Risiko eines solchen Datenlecks zu minimieren.
Die heute existierenden Tools zum Entfernen von Metadaten lassen sich in vier Gruppen einteilen:
- Integrierte Werkzeuge zum Entfernen von Metadaten, die in einigen Anwendungen enthalten sind, wie z. B. dem Dokumentinspektor in Microsoft Office.
- Tools zum Entfernen von Metadaten im Stapelbetrieb, die mehrere Dateien gleichzeitig verarbeiten können.
- E-Mail-Client-Add-Ins, die darauf ausgelegt sind, Metadaten aus E-Mail-Anhängen kurz vor dem Senden zu entfernen.
- Serverbasierte Systeme, die darauf ausgelegt sind, Metadaten am Netzwerk-Gateway automatisch zu entfernen.